# Route 933 (Nouveau-Brunswick)
Pour les articles homonymes, voir Route 933.
La route 933 est une route locale du Nouveau-Brunswick, située dans le sud-est de la province. Elle traverse une région mixte, tant boisée qu'agricole par moments. De plus, elle mesure 29 kilomètres, et est pavée sur toute sa longueur.

## Tracé
La 933 débute à la sortie partielle 488 de la route 2, la route Transcanadienne. Elle est la suite du chemin du Pont-Rouge, depuis Memramcook. Bref, la 933 commence par se diriger vers le nord pendant 17 kilomètres en traversant une région un peu isolée, puis elle bifurque vers l'est pour traverser la rivière Aboujagane. Elle bifurque ensuite vers le nord pour rejoindre Drisdelle et Bourgeois Mills. Plus au nord, elle croise la route 15, puis elle se termine 2 kilomètres plus loin, à Barachois, sur la route 133.

## Intersections principales
| route 933                                            |                  |    |                                                    |                                                                           |
| Comté                                                | Location         | km | Intersection/Destinations                          | Notes                                                                     |
| Comté de Westmorland                                 | Memramcook       | 0  | R-2 OUEST, Moncton, Fredericton                    | sortie 488 de la 2; vers route 2 ouest seulement; extrémité sud de la 933 |
| Comté de Westmorland                                 | Haute-Aboujagane | 21 | R-945 est, Cormier-Village, Saint-André-de-Shediac |                                                                           |
| Comté de Westmorland                                 | Barachois        | 27 | R-15, Cap-Pelé, Shédiac, Moncton                   | sortie 43 de la 15                                                        |
| Comté de Westmorland                                 | Barachois        | 29 | R-133, Shédiac, Cap-Pelé                           | extrémité nord de la 933                                                  |
| Rose: Échangeur Incomplet // Bleu: Échangeur complet |                  |    |                                                    |                                                                           |